# اچ‌ام‌اس مرماید (۱۸۹۸)
اچ‌ام‌اس مرماید (۱۸۹۸) (به انگلیسی: HMS Mermaid (1898)) یک کشتی بود که طول آن ۲۱۵ فوت (۶۶ متر) بود. این کشتی در سال ۱۸۹۸ (میلادی) ساخته شد.